# Pangaio
Pangaio (Grieks: Παγγαίο) is een fusiegemeente (dimos) in de Griekse bestuurlijke regio (periferia) Oost-Macedonië en Thracië.
De vijf deelgemeenten (dimotiki enotita) van de fusiegemeente zijn:
- Eleftheres (Ελευθερές)
- Eleftheroupoli (Ελευθερούπολη)
- Orfani (Ορφάνι)
- Pangaio (Παγγαίο)
- Piereis (Πιερείς)

De fusiegemeente is genoemd naar de gelijknamige bergen. 